# Saint-Christophe-des-Bardes
Saint-Christophe-des-Bardes è un comune francese di 514 abitanti situato nel dipartimento della Gironda nella regione della Nuova Aquitania.

## Società

### Evoluzione demografica
Abitanti censiti